# André Parrot

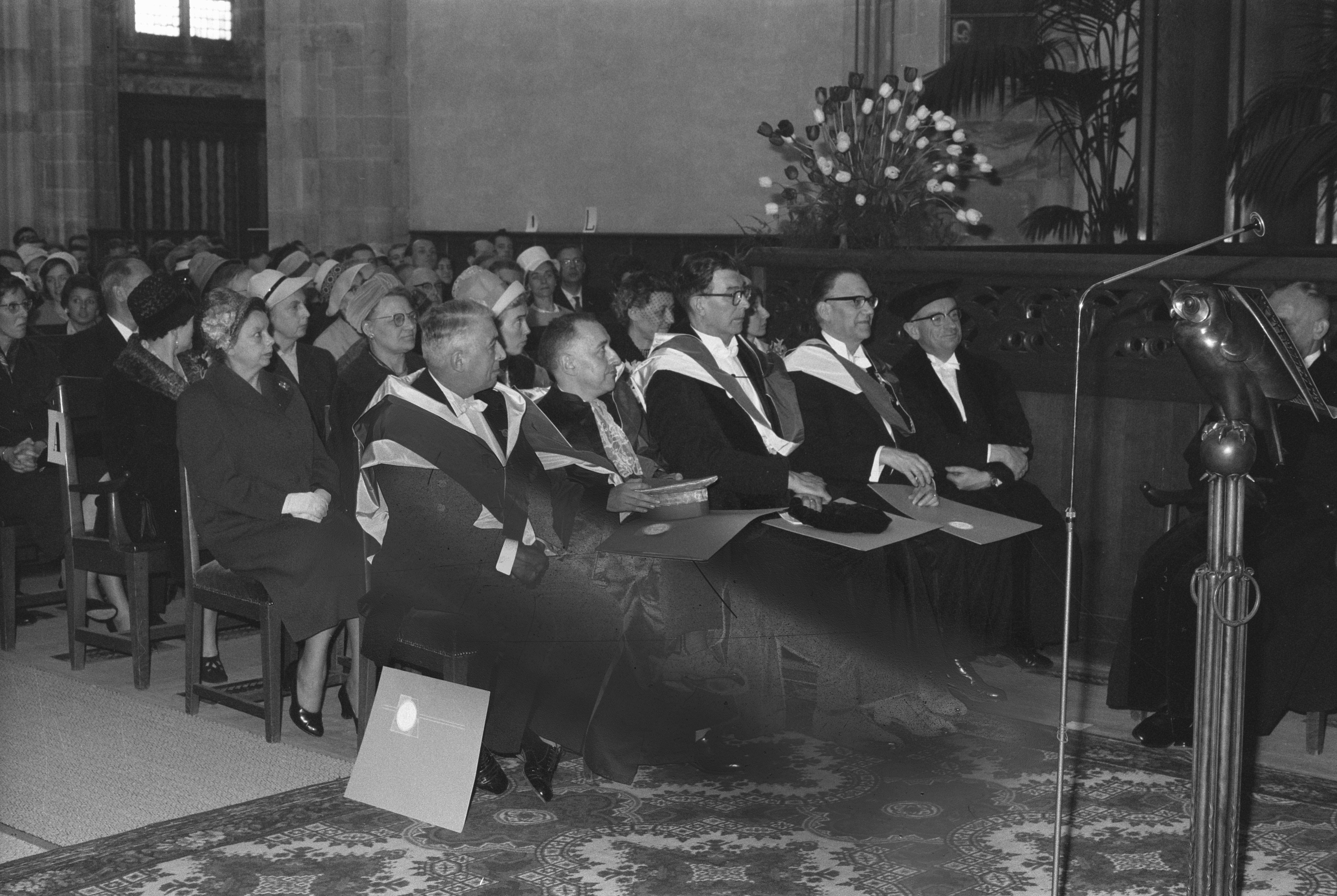
André Parrot, Jean Carbonnier, Hans Van Werveke und Gerard Knuvelder (Utrecht, 1961)

André Parrot (* 15. Februar 1901 in Désandans, Département Doubs, Frankreich; † 24. August 1980 in Paris) war ein französischer Vorderasiatischer Archäologe.
André Parrot studierte zunächst protestantische Theologie an der Sorbonne. Danach studierte er an der École du Louvre in Paris und der École biblique et archéologique française de Jérusalem Altertumswissenschaften. Von 1931 bis 1933 war er Ausgrabungsleiter in den alten mesopotamischen Städten von Lagasch, Girsu und Larsa. 1933 wurde er Grabungsleiter im syrisch-mesopotamischen Mari. Diese Position sollte er für etwa die nächsten 40 Jahre innehaben. 1937 wurde Parrot Professor an der École du Louvre, 1946 Hauptkonservator der Museen Frankreichs und schließlich von 1968 bis 1972 Direktor des Louvre. Seit 1962 war er korrespondierendes Mitglied der British Academy. 1963 wurde er zum Mitglied der Académie des Inscriptions et belles-lettres und 1967 zum assoziierten Mitglied der Königlichen Akademie von Belgien gewählt.

## Schriften
- Mari (= Terra magica Bildband.) Reich, München 1953.
- Der Tempel von Jerusalem. Golgatha und das Heilige Grab (= Bibel und Archäologie. Band 2, ZDB-ID 528101-5). Evangelischer Verlag, Zollikon-Zürich 1956.
- Samaria, die Hauptstadt des Reiches Israel (= Bibel und Archäologie. Band 3). Evangelischer Verlag, Zollikon-Zürich 1957.
- Sumer. Die mesopotamische Kunst von den Anfängen bis zum 12. vorchristlichen Jahrhundert (= Universum der Kunst. Band 1, ZDB-ID 256131-1). C. H. Beck, München 1960, (4., durchgesehene, erweiterte und auf den neuesten Stand gebrachte Auflage als: Sumer und Akkad (= Universum der Kunst. Band 1). C. H. Beck, München 1983, ISBN 3-406-08999-2.
- Assur. Die mesopotamische Kunst vom 13. vorchristlichen Jahrhundert bis zum Tode Alexanders des Grossen (= Universum der Kunst. Band 2). C. H. Beck, München 1961 (2., durchgesehene und um ein Supplement erweiterte Auflage. C. H. Beck, München 1972, ISBN 3-406-03002-5).